# Brenzhaus

Lithographie zur Einweihung des Brenzhauses am 5. November 1898 mit dem Aufriss der zum Kocher gerichteten Fassade neben einer Ansicht der St. Michaeliskirche, Schwäbisch Hall, 1898

Fotografie des linken Kocherufers aus Richtung Nordost, rechts das Brenzhaus, 1913

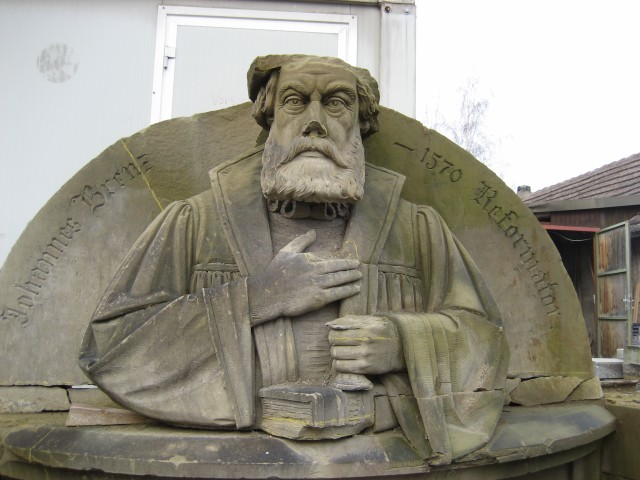
Büste des Reformators Brenz vor dem Brenzhaus

Das Brenzhaus in der Mauerstraße 5 in Schwäbisch Hall befindet sich am Ufer des Kochers und ist somit weithin sichtbar. Das Haus ist nach dem Reformator Johannes Brenz benannt, der während der Reformation als Prediger und „Luthers Mann in Süddeutschland“ in Schwäbisch Hall wirkte.
Das ursprüngliche Gebäude war im Stil des Historismus errichtet und wurde im November 1898 fertiggestellt. Es wurde im März 1968 zugunsten eines Neubaus in zeittypischer Architektur abgebrochen. Der 1968 errichtete Neubau erfuhr 2008 eine Umgestaltung.

## Geschichte
Das Brenzhaus von 1898 wurde als Bildungsstätte sowie zur Unterbringung karitativer Einrichtungen der evangelischen Kirche erbaut. Ab 1926 befand sich im Haus auch eine Nähschule, die der Evangelische Frauenverein eingerichtet hatte, um ein Gegenstück zu einer ähnlichen Einrichtung der katholischen Kirche in Steinbach zu schaffen. Als Lehrerin arbeitete eine Diakonisse, der der Frauenverein zu einem Berufsabschluss als Schneiderin verholfen hatte. Die Kurse waren vierteljährlich und kostenpflichtig und waren für schulentlassene Mädchen bestimmt. Der Unterricht beinhaltete Flicken, Wäsche- und Kleidernähen sowie Sticken. Schließlich wurde eine zweite Lehrerin eingestellt, weil jährlich durchschnittlich mehr als 200 Mädchen den Unterricht besuchten. 1944 wurde der Unterrichtsbetrieb eingestellt und erst in der Nachkriegszeit, ergänzt um die Fächer Hauswirtschaft und Kochen, wieder aufgenommen. Nach seinem Neubau wird das Haus seit 1972 als Familienbildungsstätte betrieben.

## Architektur

### Brenzhaus von 1898
Das am 5. November 1898 eingeweihte Brenzhaus war ein Gebäude im Stil des malerischen Historismus. Anlässlich der Einweihung erschien eine Postkarte mit einer Lithographie, die die Hauptansicht des Brenzhauses neben der St. Michaeliskirche in Schwäbisch Hall zeigt. Die Ostfassade des zweigeschossigen Hauses mit ausgebautem Dachgeschoss war als Schauseite zum Kocher ausgerichtet. Der Baukörper war zum Fluss hin in einen südlichen giebelständigen und einen nördlichen traufständigen Gebäudeteil mit mittig angeordnetem Turm gegliedert. Der südliche Bauteil war wie der im Grundriss annähernd quadratische, mit einem hohen Walmdach versehene Turm dreigeschossig und stand ebenso etwas vor der Fassadenflucht. Die rückwärtige Front des Hauses hatte als Gegenstück zum Turm einen risalitartigen übergiebelten Bauteil.
Die Fassaden waren abwechslungsreich gestaltet. Über einer hohen, als Terrasse ausgebildeten Substruktion aus Natursteinmauerwerk mit zweiläufiger symmetrischer Freitreppe und Eisengeländern zwischen steinernen Pfosten erhob sich auf einem die Kellerräume aufnehmenden Sockel das ebenfalls mit Natursteinbekleidungen versehene Erdgeschoss. Dieses öffnete sich mit drei großen, rundbogig geschlossenen Fenstern und dem im Turm angeordneten, ebenfalls mit einem Rundbogen überfangenen Haupteingang zum Fluss. Diesen Haupteingang zierte im Tympanon eine Büste des Haller Reformators Johannes Brenz.
Das erste Obergeschoss war mit fantasievoll geschwungenen Fachwerkverblendungen geschmückt. Zwischen dem Turm und dem vorspringenden südlichen Gebäudeteil war ein Balkon eingespannt. Die einfachen rechteckigen Fensteröffnungen besaßen an den Stürzen metallene Lambrequins zur Kaschierung des außenliegenden Sonnenschutzes. Das nur an den Giebeln und am Turm sichtbare zweite Obergeschoss kragte leicht vor und war ebenfalls mit Zierfachwerk versehen. Die überstehenden Halbwalmdächer der verschiedenen Gebäudeteile waren mit Falzziegeln gedeckt und besaßen an den Walmpunkten Verzierungen in Form eiserner Bekrönungen. Das Dach war mit kleinen Gauben zur Belichtung des zweiten Obergeschosses bzw. des Dachgeschosses besetzt.
Im März 1968 beschloss der evangelische Gesamtkirchengemeinderat den Abbruch des 1898 fertiggestellten Gebäudes, auf dessen Parzelle umgehend ein Neubau errichtet wurde.

### Brenzhaus von 1968
Der Neubau des Brenzhauses wurde im Sommer 1968 nach Plänen des Architekten Kilpper (Stuttgart) errichtet. Dieser besaß über einem anstelle der bis dahin vorhandenen Substruktion erstellten Sockelgeschoss vier Obergeschosse, wobei die vierte Etage zum Fluss hin als zurückgesetztes Staffelgeschoss ausgeführt wurde und die nördliche Gebäudeachse nur zwei Obergeschosse umfasste. Die im Gegensatz zum Vorgängerbau stark horizontal ausgerichteten Fassaden waren mit Betonelementen bekleidet. Die in fünf Achsen angeordneten Fenster beleuchteten bandartig die dahinter befindlichen Räume.
2008 wurde das Brenzhaus umgestaltet und mit neuen, vertikal ausgerichteten Fassaden versehen. Die Kubatur des Gebäudes blieb bis auf die Schließung des nördlichen Rücksprungs über dem zweiten Obergeschoss und die Hinzufügung einer schmaleren Gebäudeachse an der Nordseite erhalten. Am 15. Juni 2008 wurde das Brenzhaus nach Abschluss der Umbauarbeiten erneut eingeweiht. Diese Bauarbeiten förderten im Juni 2008 in der Baugrube die Brenz-Büste des Brenzhauses von 1898 zutage. Sie wurde restauriert, um verlorene Teile ergänzt und in die Fassadengestaltung des Neubaus integriert.